# Кралска риба канади
Кралската риба канади (Scomberomorus plurilineatus) е вид бодлоперка от семейство Scombridae.

## Разпространение и местообитание
Видът е разпространен в Кения, Коморски острови, Мадагаскар, Мозамбик, Реюнион, Сейшели, Танзания и Южна Африка.
Обитава крайбрежията на океани и морета в райони със субтропичен климат. Среща се на дълбочина около 16 m.

## Описание
На дължина достигат до 1,2 m, а теглото им е максимум 12,5 kg.